# Бер (роман)
„Бер“ (енгл. Burr) је историјски роман америчког књижевника Гора Видала из 1973. У њему се приповеда о Арону Беру, озлоглашеном америчком потпредседнику (1801-1805) и убици Александра Хамилтона. Приповедајући о личностима, политици и догађајима из Америчке револуције и јавног живота са почетка 19. столећа, Видал је поткопао традиционалну иконографију америчке националне историје, представивши Џорџа Вашингтона, Томаса Џеферсона, Александра Хамилтона и друге очеве америчке нације као саможиве кукавице, грамзиве скоројевиће и недемократске појединце. За разлику од њих Арон Бер, иако представљен са многобројним манама, много је позитивније обликован и тиме је Видал остварио намеру његове историјске рехабилитације Због оваквих представа почетака државности САД, аутора су конзервативни кругови прозвали непатриотом и издајником.
У роману су Беров живот и његово доба представљени путем двоструког наратива. Први, који функционише као оквирна прича, приказује фикционалног јунака Чарсла Шујлера, који разговара са остарелим Бером у периоду од 1833. до 1836. не би ли прикупио довољно информација за писање биографије. Други наратив је у виду распарчаних Берових мемоара, које је овај поверио Шујлеру, и где се из Берове перспективе предочавају важни историјски догађаји. Ово књижевно остварење дели низ заједничких тема са другим Видаловим историјским романима попут: представе политичке корупције као нужног зла, религијског скептицизам, истраживања фикционалног аспекта историје и тендеције образовања различитих националних легенди на изокренутим чињеницама.
„Бер“ је прва књига Видалове књижевне серије од седам књига под називом „Приче о империји“, написане у намери да се путем истраживања важних историјских догађаја из америчке прошлости преиспита начин на који су, по Видаловим речима, САД-е постале декадетна империја са империјалистичким тендецијама према остатку света на крају двадестог века. Осталих шест историјских романа поређаних по хронолошком низу описаних догађаја су: „Линколн“ (1984), „1876“ (1976), „Империја“ (1987), „Холивуд“ (1990), „Вошингтон ди-си“ (1967) и „Златно доба“ (2000).